# Astolfo Dutra
Astolfo Dutra es un municipio brasilero del estado de Minas Gerais. Su población estimada en 2004 era de 13.007 habitantes. Se localiza en la Mesorregión de la Zona del bosque minera. La sede dista por carretera a 281 km de la capital Belo Horizonte.

## Relieve, clima, hidrografía
La altitud de la sede es de 260 m, siendo el punto culminante del municipio la Sierra do Grama (1300 m). El clima es del tipo tropical con lluvias durante el verano y temperatura media anual en torno a 23,5 °C, con variaciones entre 18 °C (media de las mínimas) y 31 °C (media de las máximas). (ALMG)
El municipio está en la cuenca del río Paraíba del Sur, siendo bordeado por el río Pomba.

## Carreteras
- MG-285

## Demografía
Datos del Censo - 2000
Población Total: 11.805
- Urbana: 10.342
- Rural: 1.463
- Hombres: 5.941
- Mujeres: 5.864

(Fuente: AMM)
Densidad demográfica (hab./km²): 73,9
Mortalidad infantil hasta 1 año (por mil): 19,3
Expectativa de vida (años): 73,4
Tasa de fertilidad (hijos por mujer): 2,1
Tasa de Alfabetización: 86,7%
Índice de Desarrollo Humano (IDH-M): 0,771
- IDH-M Salario: 0,672
- IDH-M Longevidad: 0,807
- IDH-M Educación: 0,833